# Філянівка
Філя́нівка — село в Україні, у Новоушицькій селищній територіальній громаді Кам'янець-Подільського району Хмельницької області.

## Географія
Подільське село Філянівка розкинулось на подільській височині, фактично село західна околиця селища Нова Ушиця.

### Клімат
Філянівка знаходяться в межах вологого континентального клімату.

## Історія
Село Філянівка відоме з 1439 року.
У 1860-х–1923 роках Філянівка підпорядковувалася безпосередньо тодішньому повітовому місту Нова Ушиця як передмістя, не входячи до складу волостей.
За даними 1905 року, «Філянівка, передмістя міста Нової Ушиці. Дворів 136. Мешканців 705 обох статей. Відстань від повітового міста — 2 версти; найближча поштова станція (куди адресують кореспонденцію) — місто Нова Ушиця (2 версти), найближча земська станція — місто Нова Ушиця (2 версти), найближча залізнична станція — Копайгород (37 верст). У зазначеному передмісті знаходиться церковно-парафіяльна школа».
Внаслідок поразки визвольних змагань на початку XX століття, село надовго окуповане російсько-більшовицькими загарбниками.
Радянська окупація принесла колективізацію та розкуркулення, мешканці села зазнали репресій.
19 листопада 1924 Філянівка зі складу Воньковецького району Камінецької округи перейшла до Ялтушківського району Могилівської округи.
Жителі зазнали сталінських репресій, потерпали від голодомору 1932–33 років.
З 1991 року в складі незалежної України.
20 серпня 2015 року шляхом об'єднання сільських рад, село увійшло до складу Новоушицької селищної громади, до цього органом місцевого самоврядування була Новоушицька селищна рада.
До адміністративної реформи 19 липня 2020 року село належало до Новоушицького району, після увійшло до складу Кам'янець-Подільського району.

## Населення
Населення становить 830 осіб за даними перепису 2001 року.
Станом на 2015 рік селі мешкало 789 осіб.

### Мова
У селі поширені західноподільська говірка та південноподільська говірка, що відносяться до подільського говору, який належить до південно-західного наріччя.
Розподіл населення за рідною мовою за даними перепису 2001 року:
| Мова                | Відсоток |
| ------------------- | -------- |
| українська          | 96,15%   |
| російська           | 3,62%    |
| інші/не визначилися | 0,23%    |

## Уродженці
- Холявко Павло Леонідович — український військовослужбовець, учасник російсько-української війни.[6]